# Lamiera bugnata
Una lamiera bugnata o mandorlata è una lamiera di metallo ottenuta dalla laminazione di una bramma attraverso rulli che, tramite punzonatura o goffratura, imprimono sulla lamina rilievi a forma di rombo o ellisse, detti bugne. Nel caso questi rilievi siano alternati singolarmente nei due assi, si parla di lamiera diamantata, mentre se le forme sono predisposte in maniera parallela per formare piccoli quadranti tra di loro tangenti, questo pattern viene identificato con il nome di mandorlato.

## Descrizione
I rilievi di questo tipo di lamiera vengono realizzati mediante goffratura, un processo di stampaggio dei metalli utilizzato per riprodurre disegni o rilievi tridimensionali, facendo passare le lamiere o i fogli tra i rotoli del motivo desiderato. Il processo consente una produzione ripetuta senza variazioni e non modifica gli spessori del foglio di metallo. Un'altra tecnica prevede l'utilizzo della punzonatura: la lastra passa tra una matrice su cui preme o percuote un punzone che imprime il segno geometrico. Le lamiere bugnate vengono prodotte industrialmente in varie leghe e metalli, come l'acciaio zincato o inossidabile e l'alluminio (specialmente la lega 6061, ma anche 5086-H34 e 3003-H231), utilizzati soprattutto nell'edilizia; il rame (per il settore elettromeccanico) e l'ottone per decorare oggetti di arredamento; molto raramente vengono realizzate in ferro grezzo.
In generale, le dimensioni standard delle lamiere sono: 1.000×2.000 mm, 1.250×2.500 mm e 1.500×3.000 mm, mentre lo spessore può andare dai circa 2,5 mm fino ad un massimo di 12 mm. Il peso, invece, dipende totalmente dai due fattori descritti precedentemente, oltre che dal materiale della lamiera: con misure formato standard 1.000×2.000 mm con spessore 2,5 mm, avrà un peso di 20,85 kg/m². Le bugne invece possono avere spessore compreso tra 0,5 e 2 mm.

## Uso

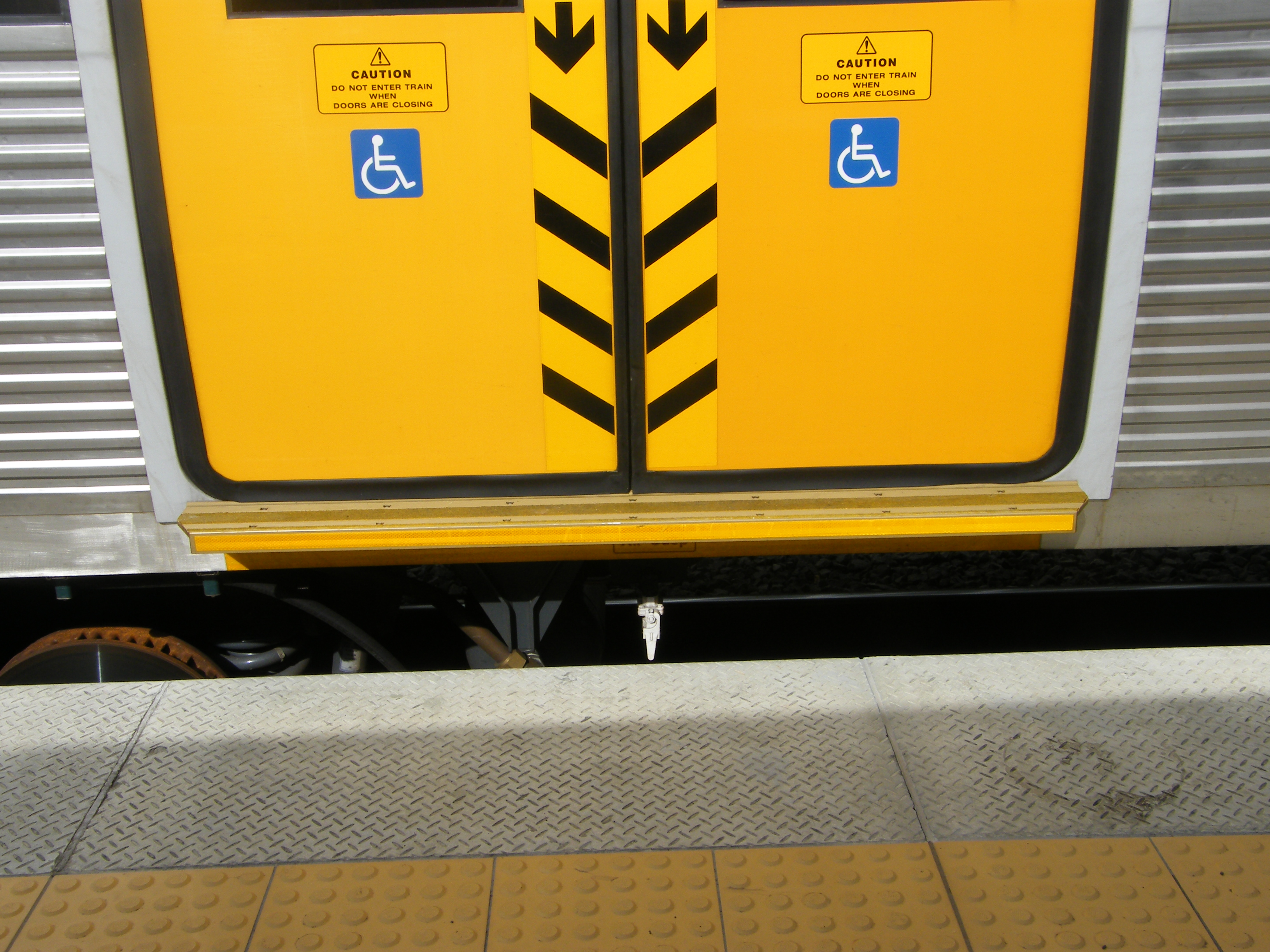
Una lamiera bugnata utilizzata sulla banchina di una stazione ferroviaria di Brisbane, Australia

Questo tipo di lamiera risulta leggera e molto resistente all’usura, all’incisione, all’abrasione e al calpestio. Per la loro resistenza e versatilità, non necessitano di particolare manutenzione. La decorazione superficiale ottenuta, conferisce non solo una qualità estetica, ma anche specifiche proprietà antivandalismo e antiscivolo, venendo quindi facilmente utilizzate per gradini e pavimenti (ad esempio anche nei mezzi di trasporto), in quanto il motivo goffrato funge rispettivamente da grip antigraffio e antiscivolo per i piani calpestabili. Sono non indifferenti anche le proprietà antisdrucciolo: in contesti di lavoro o comunque in prossimità di zone ad alto transito di persone, può andare a limitare i possibili rischi derivanti da tratti di strada scivolosi.